# Ламбро Маркулев
Хараламби (Ламбро, Ламбо) Маркулев е български революционер, деец на Вътрешната македонска революционна организация.

## Биография
Роден е в смесеното българо-албанско стружко село Лин, разположено на западния бряг на Охридското езеро, което днес е в Албания. През 1923 година преминава в Албания заедно с Александър Протогеров, Перо Шанданов, Васил Пундев, Иван Стоянов, Алексо Стефанов, Крум Петишев, Тасе Христов, Алия Абраимов от Пласница, Лазар Ашлаков, Никола Гушлев и други шестима преминават във Вардарска Македония. Обикалят Ресенско, Демирхисарско, Охридско и Кичевско и организират Битолския окръжен конгрес в планината Томор.
В 1939 година Ламбро Маркулев от името на 20 български къщи в Лин подписва Молбата на македонски българи до царица Йоанна, с която се иска нейната намеса за защита на българщината в Албания – по това време италиански протекторат.